# Josse Schavye
Josse Corneille Eugène Schavye (Brussel, 10 augustus 1822 - Sint-Joost-ten-Node, 8 februari 1905) was een Belgisch boekbinder. Hij werkte voor de hoogste kringen en maakte zeker vier anthropodermische bindingen (in mensenhuid).

## Leven
Zijn vader Pierre Schavye was een boekbinder die in de Belgische Revolutie had gevochten. Zoon Josse begon zijn carrière als onderingenieur bij de spoorwegen. Hij bleek een uitstekend tekenaar te zijn en maakte in 1853 de overstap naar het familieatelier. Toen zijn vader zeven jaar later op rust ging, kwam hij aan het hoofd van het bedrijf. Hij verzorgde veel bibliofiele uitgaven en kon het vorstenhuis tot zijn klanten rekenen: Leopold I en zijn zonen Leopold II en Filips. Ook Willem III van Nederland en
zijn echtgenote Sophie plaatsten een bestelling.
Onder de specialiteiten van Schavye waren jubileum- en geschenkuitgaven met allerlei wapens, cijfers en andere inscripties op de banden. Het atelier had verschillende werknemers en leverde ook minder luxueuze producten. Schavye was present op een reeks tentoonstellingen in Brussel (1856), Brussel (1861), Londen (1862), Parijs (1867), Brussel (1874), Parijs (1878), Brussel (1880), Antwerpen (1885) en Parijs (1889). Die laatste gelegenheid was de wereldtentoonstelling, waar hij meerdere medailles won. Zijn atelier was gerenommeerd genoeg om regelmatig getalenteerde leerlingen aan te trekken. Met zijn antieke stijl had hij school gemaakt, maar het einde van zijn loopbaan wenkte.
Een bijzondere creatie van Schavye was zijn Histoire de la reliure, bestaande uit oude boeken die hij inbond met het doel een verzameling te creëren die een overzicht zou geven van de geschiedenis van zijn stiel. Dit geheel bood hij in 1894 aan voor openbare verkoop, maar van de voorgestelde boeken werden er slechts drie afgehamerd. Daarop vulde hij de collectie weer aan en verkocht hij ze twee jaar later aan de Musées royaux des arts décoratifs et industriels voor 6.500 frank. Na zijn dood werd zijn resterende bibliotheek verspreid via veiling.

## Anthropodermische biblioplegie
Van Schavye zijn vier bindingen in mensenleer bekend: La chirurgie pratique van Sainctcristau (Luxemburg, 1697), Les lieux et dangers des sépultures van Scipione Piattoli in een vertaling van Félix Vicq-d'Azyr, en twee Fabricae van Andreas Vesalius (Venetië, 1568). Het is niet bekend waar Schavye de lijken haalde. Naar alle waarschijnlijkheid waren het armen uit mortuaria, want terechtgestelden waren er na 1863 niet meer in België. Een Fabrica is in het bezit van de Brown University en de Vicq-d'Azyr bevindt zich in de Koninklijke Bibliotheek van België.

## Catalogi
- Catalogue des objets d ’art, antiquités, tableaux et livres reliés composant la collection de M. J. Schavye, 1894
- Catalogue de livres anciens et modernes, musique, dessins, gravures et lithographies... Bibliothèque délaissée par feu M. J. Schavye, artiste relieur, chevalier de l'ordre de Léopold, et plusieurs autres bibliothèques provenant de divers bibliophiles, Brussel, H. Cordemans de Bruyne, 1905

## Voetnoten
1. ↑  O. Grojean, "La vente Schavye", in: Revue des Bibliothèques et Archives de Belgique, vol. 3, 1905, p. 255